# Hugo Eberhard zu Münster-Meinhövel

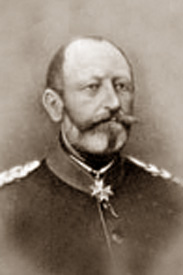

Hugo Eberhard Leopold Unico Graf zu Münster-Meinhövel (* 30. Juni 1812 in Berlin; † 6. Mai 1880 in Hannover) war ein preußischer General der Kavallerie.

## Leben

### Herkunft
Seine Eltern waren der spätere preußische Generalmajor Gustav von Münster-Meinhövel (1782–1839) und dessen zweite Ehefrau Henriette Karoline Julie, geborene von der Marwitz (* 25. Januar 1789 in Friedersdorf; † 10. Oktober 1872 in Berlin), Tochter des Hofmarschalls Behrendt Friedrich August von der Marwitz.

### Militärkarriere
Münster-Meinhövel trat am 29. Juli 1829 aus dem Berliner Kadettenkorps kommend als Sekondeleutnant in das 1. Ulanenregiment der Preußischen Armee ein. Von 1832 bis 1834 absolvierte er die Allgemeine Kriegsschule. 1839 wurde er Adjutant, zwei Jahre später Premierleutnant und ein Jahr danach Adjutant beim Generalkommando der Gardekavallerie. 1845 wurde er zum Rittmeister im Garde du Corps ernannt. Im März 1848 nahm er an den Straßenkämpfen in Berlin teil. Im selben Jahr wurde er Ritter der Balley Brandenburg des Johanniter-Ordens. Im April und Mai 1849 nahm er als Adjutant beim Oberkommando der deutschen Bundestruppen am Feldzug gegen Dänemark teil. 
1850 erfolgte seine Versetzung zur königlichen Adjutantur. Im gleichen Jahr erhielt er die Beförderung zum Major und war Flügeladjutant von König Friedrich Wilhelm IV. In der Zeit ab 1850 war er für sechs Jahre Militärbevollmächtigter in St. Petersburg und folgte dort Generalleutnant Friedrich Wilhelm von Rauch, der diesen Posten seit 1833 17 Jahre lang bekleidet hatte. In dieser Zeit wurde er 1853 Oberstleutnant, zwei Jahre später Oberst und nach Rückkehr 1856 Kommandeur des Regiments der Garde du Corps. Die Beförderung zum Generalmajor erhielt er 1859. 1863 wurde er außerordentlicher Gesandter am Kurhessischen Hofe. Ende dieses Jahres wurde er Kommandeur einer kombinierten Kavalleriedivision in der Vorbereitung für den Krieg gegen Dänemark, 1864 wurde er Generalleutnant und Vertreter des Kommandierenden Generals des VIII. Armee-Korps.
Vom 25. April 1864 bis zum 29. Oktober 1866 war er Kommandeur der 14. Division. Sie wurde im Juni 1866 Teil der Elbarmee im Krieg gegen Österreich und kam bei Münchengrätz und Königgrätz zum Einsatz. Für seine Leistungen in diesem Krieg erhielt er am 20. September 1866 den Orden Pour le Mérite. Nach dem Krieg war er vom 30. Oktober 1866 bis zum 9. August 1867 Kommandeur der neuaufgestellten 19. Division. Danach wurde er krankheitsbedingt mit Pension zur Disposition gestellt, aber als Generaladjutant des Königs weitergeführt.
In Würdigung seiner langjährigen Verdienste erhielt Münster-Meinhövel am 22. März 1870 den Roten Adlerorden I. Klasse mit Eichenlaub und Schwertern am Ringe sowie am 26. Juli 1870 den Charakter als General der Kavallerie.

### Familie
Er hatte sich am 23. Oktober 1851 in Berlin mit Bertha Eleonore Beatrix von der Marwitz (* 30. Juli 1817 in Friedersdorf; † 5. April 1879 in Hannover) verheiratet.